# Australopithecus deyiremeda
Australopithecus deyiremeda (nome che, in lingua amarica, significa parente vicino, dai termini “deyi” che significa “vicino” e “remeda” che vuole dire “parente”) è il nome dato da una squadra di ricercatori, con a capo il paleontologo etiope Yohannes Haile-Selassie, curatore del reparto di Fisica antropologica del Museo di Cleveland negli Stati Uniti, ad una presunta nuova specie di uomo preistorico, scoperta nel 2011 e non ancora confermata dalla comunità scientifica.

## Ritrovamenti
I resti di una mascella parziale, due mandibole e altri frammenti sono stati rinvenuti nella regione degli Afar in Etiopia e risalirebbero a circa 3,3  e 3,5 milioni di anni fa.  Si tratta di fossili dello stesso periodo di tempo della specie cui apparteneva l'ominide chiamato Lucy (Australopithecus afarensis). 
Da una dettagliata analisi degli studiosi ricercatori ci sarebbero molte differenze nella conformazione dei reperti rispetto a quelli degli uomini preistorici già noti; significativa è la robustezza della dentatura